# (12418) Tongling
(12418) Tongling est un astéroïde de la ceinture principale.

## Description
(12418) Tongling est un astéroïde de la ceinture principale. Il fut découvert le 23 octobre 1995 à la station de Xinglong par le programme Beijing Schmidt CCD Asteroid Program. Il présente une orbite caractérisée par un demi-grand axe de 2,97 UA, une excentricité de 0,13 et une inclinaison de 11,7° par rapport à l'écliptique.

## Compléments